# Lophorrhachia
Lophorrhachia är ett släkte av fjärilar. Lophorrhachia ingår i familjen mätare.
Kladogram enligt Catalogue of Life:
| Lophorrhachia | \| \| Lophorrhachia aciculata \| \| \| \| \| \| Lophorrhachia aenospila \| \| \| \| \| \| Lophorrhachia atricristata \| \| \| \| \| \| Lophorrhachia burdoni \| \| \| \| \| \| Lophorrhachia mutanda \| \| \| \| \| \| Lophorrhachia niveicristata \| \| \| \| \| \| Lophorrhachia oeorrhoda \| \| \| \| \| \| Lophorrhachia omorrhodia \| \| \| \| \| \| Lophorrhachia palliata \| \| \| \| \| \| Lophorrhachia plagiata \| \| \| \| \| \| Lophorrhachia rhathyma \| \| \| \| \| \| Lophorrhachia rubricorpus \| \| \| \| \| \| Lophorrhachia usiura \| \| \| \| \| \| Lophorrhachia ustipennis \| \| \| \| |
|               | \| \| Lophorrhachia aciculata \| \| \| \| \| \| Lophorrhachia aenospila \| \| \| \| \| \| Lophorrhachia atricristata \| \| \| \| \| \| Lophorrhachia burdoni \| \| \| \| \| \| Lophorrhachia mutanda \| \| \| \| \| \| Lophorrhachia niveicristata \| \| \| \| \| \| Lophorrhachia oeorrhoda \| \| \| \| \| \| Lophorrhachia omorrhodia \| \| \| \| \| \| Lophorrhachia palliata \| \| \| \| \| \| Lophorrhachia plagiata \| \| \| \| \| \| Lophorrhachia rhathyma \| \| \| \| \| \| Lophorrhachia rubricorpus \| \| \| \| \| \| Lophorrhachia usiura \| \| \| \| \| \| Lophorrhachia ustipennis \| \| \| \| |
|               | Lophorrhachia aciculata |
|               | |
|               | Lophorrhachia aenospila |
|               | |
|               | Lophorrhachia atricristata |
|               | |
|               | Lophorrhachia burdoni |
|               | |
|               | Lophorrhachia mutanda |
|               | |
|               | Lophorrhachia niveicristata |
|               | |
|               | Lophorrhachia oeorrhoda |
|               | |
|               | Lophorrhachia omorrhodia |
|               | |
|               | Lophorrhachia palliata |
|               | |
|               | Lophorrhachia plagiata |
|               | |
|               | Lophorrhachia rhathyma |
|               | |
|               | Lophorrhachia rubricorpus |
|               | |
|               | Lophorrhachia usiura |
|               | |
|               | Lophorrhachia ustipennis |
|               | |